# تیپ ۷۷ پیاده هند
تیپ ۷۷ پیاده هند (انگلیسی: 77th Indian Infantry Brigade) تیپ پیاده‌نظام هوابرد ارتش هند بریتانیا بود، که در سال ۱۹۴۲ تأسیس شد و در سال ۱۹۴۵ منحل گردید.
تیپ ۷۷ پیاده هند، یک تیپ پیاده نظام ارتش هند در طول جنگ جهانی دوم بود. این تیپ در ژوئن ۱۹۴۲ در هند تشکیل شد. این تیپ به چندیت‌ها اختصاص داده شد و برای عملیات در پشت خطوط دشمن در برمه، در هشت ستون سازماندهی شد. در مارس ۱۹۴۵، به تیپ ۷۷ چترباز هند تبدیل و به لشکر ۴۴ هوابرد اختصاص داده شد.